# Ал-Пла-да-Санта-Марія
Ал-Пла-да-Са́нта-Марі́я (кат. El Pla de Santa Maria) — місто, розташоване в Автономній області Каталонія в Іспанії. 
Знаходиться у районі (кумарці) Ал-Камп провінції Таррагона, згідно з новою адміністративною реформою перебуватиме у складі баґарії Камп да Таррагона.

## Населення
Населення міста (у 2007 р.) становить 2 045 осіб (з них менше 14 років — 14,5%, від 15 до 64 — 67,3%, понад 65 років — 
18,2%). У 2006 р. народжуваність склала 14 осіб, смертність — 19 осіб, приріст населення склав 8
осіб. У 2001 р. активне населення становило 762 осіб, з них безробітних — 44 осіб. 

Серед осіб, які проживали на території міста у 2001 р., 1.407 осіб народилися в Каталонії (з них
1.061 осіб у тому самому районі, або кумарці), 207 осіб приїхало з інших областей Іспанії, а 55 осіб приїхало з-за кордону. 

Університетську освіту має 8
% усього населення. 

У 2001 р. нараховувалося 587 домогосподарств (з них 20,3% складалися з однієї особи, 25,2% з двох осіб,
19,1% з 3 осіб, 26,7% з 4 осіб, 5,6% з 5 осіб, 1,7
% з 6 осіб, 0,9% з 7 осіб, 0,3% з 8 осіб і 0,2% з 9 і більше осіб).

Активне населення міста у 2001 р. працювало у таких сферах діяльності : у сільському господорстві — 6,1%, у промисловості — 35,8%, на будівництві — 15,5% і у сфері обслуговування — 
42,6%. 

 У муніципалітеті або у власному районі (кумарці) працює 775 осіб, поза районом — 391 осіб. 

### Безробіття
У 2007 р. нараховувалося 62 безробітних (у 2006 р. — 76 безробітних), з них чоловіки становили 38,7%, а жінки — 
61,3%.

## Економіка

### Підприємства міста

#### Промислові підприємства
| \| Промислові підприємства міста, за сферою діяльності \| Промислові підприємства міста, за сферою діяльності \| Промислові підприємства міста, за сферою діяльності \| \| Рік \| 2002 р. \| 2001 р. \| \| --------------------------------------------------- \| --------------------------------------------------- \| --------------------------------------------------- \| \| Енергетичні та водні ресурси \| 0,0% \| 0,0% \| \| Хімія та метали \| 26,1% \| 27,3% \| \| Переробка металів \| 39,1% \| 36,4% \| \| Продукти харчування \| 4,3% \| 4,5% \| \| Текстиль \| 0,0% \| 0,0% \| \| Виробництво меблів, видання \| 17,4% \| 22,7% \| \| Інше \| 13,0% \| 9,1% \| \| Усього підприємств \| 23 \| 22 \| |         |         |
| Промислові підприємства міста, за сферою діяльності |         |         |
| Рік | 2002 р. | 2001 р. |
| Енергетичні та водні ресурси | 0,0%    | 0,0%    |
| Хімія та метали | 26,1%   | 27,3%   |
| Переробка металів | 39,1%   | 36,4%   |
| Продукти харчування | 4,3%    | 4,5%    |
| Текстиль | 0,0%    | 0,0%    |
| Виробництво меблів, видання | 17,4%   | 22,7%   |
| Інше | 13,0%   | 9,1%    |
| Усього підприємств | 23      | 22      |

#### Роздрібна торгівля
| \| Підприємства роздрібної торгівлі міста, за сферою діяльності \| Підприємства роздрібної торгівлі міста, за сферою діяльності \| Підприємства роздрібної торгівлі міста, за сферою діяльності \| \| Рік \| 2002 р. \| 2001 р. \| \| ------------------------------------------------------------ \| ------------------------------------------------------------ \| ------------------------------------------------------------ \| \| Продукти харчування \| 45,0% \| 37,5% \| \| Одяг та взуття \| 0,0% \| 0,0% \| \| Товари для дому \| 20,0% \| 25,0% \| \| Книги та періодичні видання \| 5,0% \| 0,0% \| \| Промислова хімічна продукція \| 10,0% \| 8,3% \| \| Продукція, пов'язана з транспортними засобами \| 0,0% \| 0,0% \| \| Інше \| 20,0% \| 29,2% \| \| Усього підприємств \| 20 \| 24 \| |         |         |
| Підприємства роздрібної торгівлі міста, за сферою діяльності |         |         |
| Рік | 2002 р. | 2001 р. |
| Продукти харчування | 45,0%   | 37,5%   |
| Одяг та взуття | 0,0%    | 0,0%    |
| Товари для дому | 20,0%   | 25,0%   |
| Книги та періодичні видання | 5,0%    | 0,0%    |
| Промислова хімічна продукція | 10,0%   | 8,3%    |
| Продукція, пов'язана з транспортними засобами | 0,0%    | 0,0%    |
| Інше | 20,0%   | 29,2%   |
| Усього підприємств | 20      | 24      |

#### Сфера послуг
| \| Підприємства міста, що працюють у сфері послуг, за діяльністю \| Підприємства міста, що працюють у сфері послуг, за діяльністю \| Підприємства міста, що працюють у сфері послуг, за діяльністю \| \| Рік \| 2002 р. \| 2001 р. \| \| ------------------------------------------------------------- \| ------------------------------------------------------------- \| ------------------------------------------------------------- \| \| Гуртова торгівля \| 16,7% \| 19,2% \| \| Готелі та готельний бізнес \| 18,5% \| 17,3% \| \| Транспорт та зв'язок \| 20,4% \| 19,2% \| \| Посередницькі фінансові послуги \| 3,7% \| 3,8% \| \| Послуги підприємствам \| 3,7% \| 3,8% \| \| Послуги фізичним особам \| 25,9% \| 26,9% \| \| Нерухомість та ін. \| 11,1% \| 9,6% \| \| Усього підприємств \| 54 \| 52 \| |         |         |
| Підприємства міста, що працюють у сфері послуг, за діяльністю |         |         |
| Рік | 2002 р. | 2001 р. |
| Гуртова торгівля | 16,7%   | 19,2%   |
| Готелі та готельний бізнес | 18,5%   | 17,3%   |
| Транспорт та зв'язок | 20,4%   | 19,2%   |
| Посередницькі фінансові послуги | 3,7%    | 3,8%    |
| Послуги підприємствам | 3,7%    | 3,8%    |
| Послуги фізичним особам | 25,9%   | 26,9%   |
| Нерухомість та ін. | 11,1%   | 9,6%    |
| Усього підприємств | 54      | 52      |

## Житловий фонд
У 2001 р. 3,2% усіх родин (домогосподарств) мали житло метражем до 59 м², 18,6% — від 60 до 89 м², 34,1% — від 90 до 119 м² і
44,1% — понад 120 м².

З усіх будівель у 2001 р. 15,4% було одноповерховими, 49,2% — двоповерховими, 34,2
% — триповерховими, 0,7% — чотириповерховими, 0,5% — п'ятиповерховими, 0% — шестиповерховими,
0% — семиповерховими, 0% — з вісьмома та більше поверхами.

## Автопарк
| \| Автомобілі, зареєстровані у місті, за призначенням \| Автомобілі, зареєстровані у місті, за призначенням \| Автомобілі, зареєстровані у місті, за призначенням \| \| Рік \| 2006 р. \| 2005 р. \| \| -------------------------------------------------- \| -------------------------------------------------- \| -------------------------------------------------- \| \| Приватні автомобілі \| 65,0% \| 65,2% \| \| Мотоцикли \| 6,5% \| 6,0% \| \| Вантажівки \| 23,2% \| 23,2% \| \| Трактори \| 0,9% \| 1,2% \| \| Автобуси та ін. \| 4,3% \| 4,4% \| \| Усього автомобілів \| 1.515 шт. \| 1.433 шт. \| |           |           |
| Автомобілі, зареєстровані у місті, за призначенням |           |           |
| Рік | 2006 р.   | 2005 р.   |
| Приватні автомобілі | 65,0%     | 65,2%     |
| Мотоцикли | 6,5%      | 6,0%      |
| Вантажівки | 23,2%     | 23,2%     |
| Трактори | 0,9%      | 1,2%      |
| Автобуси та ін. | 4,3%      | 4,4%      |
| Усього автомобілів | 1.515 шт. | 1.433 шт. |

## Вживання каталанської мови
У 2001 р. каталанську мову у місті розуміли 97,4% усього населення (у 1996 р. — 99,6%), вміли говорити нею 89,3% (у 1996 р. — 
93,7%), вміли читати 86,5% (у 1996 р. — 89,1%), вміли писати 70,2
% (у 1996 р. — 53,7%). Не розуміли каталанської мови 2,6%.

## Політичні уподобання
У виборах до Парламенту Каталонії у 2006 р. взяло участь 957 осіб (у 2003 р. — 1.011 осіб). Голоси за політичні сили розподілилися таким чином:
| \| Вибори до Парламенту Каталонії \| Вибори до Парламенту Каталонії \| Вибори до Парламенту Каталонії \| \| Рік \| 2006 р. \| 2003 р. \| \| -------------------------------------- \| ------------------------------ \| ------------------------------ \| \| Конвергенція та Єднання (CiU) \| 33,6% \| 36,9% \| \| Соціалістична партія Каталонії (PSC) \| 17,1% \| 21,2% \| \| Народна партія (PP) \| 7,0% \| 6,3% \| \| Ініціатива за зелену Каталонію (IC) \| 8,5% \| 4% \| \| Республіканська лівиця Каталонії (ERC) \| 31,3% \| 31,2% \| \| Громадянська партія (C's) \| 0,3% \| 0,0% \| \| Інші \| 2,1% \| 0,5% \| |         |         |
| Вибори до Парламенту Каталонії |         |         |
| Рік | 2006 р. | 2003 р. |
| Конвергенція та Єднання (CiU) | 33,6%   | 36,9%   |
| Соціалістична партія Каталонії (PSC) | 17,1%   | 21,2%   |
| Народна партія (PP) | 7,0%    | 6,3%    |
| Ініціатива за зелену Каталонію (IC) | 8,5%    | 4%      |
| Республіканська лівиця Каталонії (ERC) | 31,3%   | 31,2%   |
| Громадянська партія (C's) | 0,3%    | 0,0%    |
| Інші | 2,1%    | 0,5%    |

У муніципальних виборах у 2007 р. взяло участь 1.190 осіб (у 2003 р. — 1.113 осіб). Голоси за політичні сили розподілилися таким чином:
| \| Муніципальні вибори \| Муніципальні вибори \| Муніципальні вибори \| \| Рік \| 2007 р. \| 2003 р. \| \| -------------------------------------- \| ------------------- \| ------------------- \| \| Конвергенція та Єднання (CiU) \| 65,0% \| 12,1% \| \| Соціалістична партія Каталонії (PSC) \| 17,7% \| 26,1% \| \| Народна партія (PP) \| 0,0% \| 0,0% \| \| Ініціатива за зелену Каталонію (IC) \| 0,0% \| 0,0% \| \| Республіканська лівиця Каталонії (ERC) \| 17,2% \| 22,2% \| \| Громадянська партія (C's) \| 0,0% \| 0,0% \| \| Інші \| 0,0% \| 39,5% \| |         |         |
| Муніципальні вибори |         |         |
| Рік | 2007 р. | 2003 р. |
| Конвергенція та Єднання (CiU) | 65,0%   | 12,1%   |
| Соціалістична партія Каталонії (PSC) | 17,7%   | 26,1%   |
| Народна партія (PP) | 0,0%    | 0,0%    |
| Ініціатива за зелену Каталонію (IC) | 0,0%    | 0,0%    |
| Республіканська лівиця Каталонії (ERC) | 17,2%   | 22,2%   |
| Громадянська партія (C's) | 0,0%    | 0,0%    |
| Інші | 0,0%    | 39,5%   |